# St. Julien's
St. Julien's (ook Grandois of Grandois-St. Julien's genoemd) is een gemeentevrij dorp in de Canadese provincie Newfoundland en Labrador. Het in het noorden van Newfoundland gelegen dorp doet vooral dienst als vissersdorp.

## Toponymie
St. Julien's is een verengelsing van het oorspronkelijk Franse Saint-Julien, een verwijzing naar de heilige Juliaan. De naam Grandois komt van het Franse grandes oies, hetgeen "grote ganzen" betekent. De verschillende kleine baaitjes nabij het dorp hebben eveneens Franstalige namen, waaronder Houardin Cove, Courlieux Cove en Flamands Cove.

## Geschiedenis
Grandois en St. Julien's waren oorspronkelijk twee aan elkaar grenzende vissersgehuchten die gesticht zijn door Franse vissers. Het gebied maakte immers deel uit van de zogenaamde Franse kust van Newfoundland, waar de Fransen visserijrechten genoten. In de jaren 1960 verhuisden de inwoners van St. Julien's naar het dorpscentrum van Grandois in het kader van de hervestigingen in Newfoundland. Bij de Canadese volkstelling staat de plaats echter officieel bekend als St. Julien's en niet als Grandois. 
Begin 20e eeuw werd in het dorp de St. William's Church gebouwd, die tot op heden in gebruik is.
In 1993 kregen de inwoners van het plaatsje voor het eerst beperkt lokaal bestuur door de oprichting van het Local Service District of St. Julien's. Dat local service district werd echter in 2006 opnieuw opgeheven.

## Geografie
Grandois-St. Julien's ligt aan de noordoostkust van het Great Northern Peninsula, in het uiterste noorden van het eiland Newfoundland. Het bevindt zich aan het eindpunt van provinciale route 438, die het met de plaats Croque verbindt.
De haven van het plaatsje wordt in eerste instantie beschermd door het kleine Goose Island en ruim een kilometer verder oostwaarts ook door het grotere St. Julien Island. Zo'n 17 km ten zuidoosten van St. Julien's ligt Groais Island. 
Vanuit Grandois vertrekt een wandelroute noordwaarts doorheen de wildernis die onder meer leidt tot aan Great Buse Bay.

## Demografie
Demografisch gezien is St. Julien's, net zoals de meeste kleine dorpen op Newfoundland, aan het krimpen. Tussen 1991 en 2021 daalde de bevolkingsomvang van 105 naar 10. Dat komt neer op een, ook naar Newfoundlandse normen, zeer grote bevolkingsdaling van 90,5% in dertig jaar tijd.
| Demografische ontwikkeling van St. Julien's tussen 1991 en 2021 |
| --------------------------------------------------------------- |
|                                                                 |
| Bron: Statistics Canada (1991–1996, 2001–2006, 2011–2016, 2021) |

## Toerisme
Het piepkleine en zeer afgelegen plaatsje wordt in de lente en zomer door toeristen bezocht vanwege de enorme ijsbergen die er jaarlijks voorbijdrijven. In 2019 nam The Telegraph het mede daarom op in hun lijst van "meest dramatische dorpen ter wereld".